# Peggy Lee
Peggy Lee, pseudonimo di Norma Deloris Egstrom (Jamestown, 26 maggio 1920 – Bel Air, 21 gennaio 2002), è stata una cantante, attrice e compositrice statunitense, in auge dagli anni quaranta agli anni sessanta. La sua carriera ha attraversato diversi decenni, dal debutto avvenuto nel 1941 fino alle ultime interpretazioni del 1996.
Fra i suoi cavalli di battaglia figurano The Girl from Ipanema (Garota de Ipanema), la cover di Fever del 1958 per la Capitol premiata nel 1998 con il Grammy Hall of Fame Award, White Christmas, A Doodlin' Song (contenuta nel CD Weeds: Music from the Original Series, dalla trasmissione televisiva Weeds), Somebody Else Is Taking My Place, Mañana (Is Soon Enough for Me) e Is That All There Is?. Quest'ultimo brano del 1969 le ha fruttato nel 1970 un Grammy Award alla miglior interpretazione vocale femminile pop ed il Grammy Hall of Fame Award 1999. Un medley di sue canzoni è stato inserito nel reality show Pussycat Dolls Present: The Search for the Next Doll.
Frank Sinatra ha detto di lei:
(Frank Sinatra, 1994)
Crooner riconosciuta, è stata una stella di prima grandezza nel firmamento della musica jazz e blues, al pari di alcuni dei suoi cantanti preferiti: Ella Fitzgerald, Judy Garland, Dean Martin, Bing Crosby, Nat King Cole e Louis Armstrong.
Nel 1995 ha vinto il Grammy Award alla carriera e il suo nome è iscritto fra quello delle celebrità della Hollywood Walk of Fame.

## Carriera
Lee venne lanciata da Benny Goodman, grazie al quale interpretò anche brani di successo del repertorio pop, influenzando molti cantanti del XX secolo, da Paul McCartney a Bette Midler, da Madonna a k.d. lang ed Elvis Costello, fino a Dusty Springfield, Dr. John ed altri.
Già artista affermata al nightclub Copacabana, ha inciso in carriera circa seicento canzoni contenute in una sessantina di album. Tra i suoi successi del repertorio jazz si ricordano anche I'm A Woman, Lover, Pass Me By, Where or When, The Way You Look Tonight, I'm Gonna Go Fishin' e Big Spender.
In teatro a Broadway è stato rappresentato un musical intitolato Peg, dedicato alla sua vita.

## Biografia
Nata in una famiglia originaria della Scandinavia, era la minore di sette fratelli. Trovò nella musica una via di fuga da una vita familiare non facile. Iniziò a cantare gratuitamente per la stazione radio KOVC di Valley City (Nord Dakota), per poi approdare ad un'altra emittente locale che, grazie ad una convenzione con un ristorante, compensava le prestazioni canore con buoni-pasto. Fu durante gli anni del liceo che decise, grazie al suggerimento di Ken Sydness, della stazione radio WDAY di Fargo, di cambiare il suo vero nome in quello di Peggy Lee.
Stanca dei soprusi cui veniva sottoposta in famiglia, decise di lasciare casa per raggiungere Los Angeles. Aveva diciassette anni.
Fece però ritorno ancora nel Nord Dakota per sottoporsi ad una tonsillectomia, e una sera, quando era cantante per il gruppo The Four of Us al The Buttery Room, un nightclub annesso all'Ambassador Hotel West di Chicago, conobbe Benny Goodman, clarinettista jazz che sarebbe divenuto in seguito una sorta di suo pigmalione. Si unì alla sua big band nel 1941 e restò insieme all'orchestra di Goodman - all'epoca all'apice del successo - per due anni.
Ad inizio del 1942 incise quello che sarebbe stato il suo primo hit nelle classifiche discografiche: Somebody Else Is Taking My Place (prima posizione negli Stati Uniti), seguito nel 1943 da Why Don't You Do Right? (già eseguito precedentemente da Lil Green), che superò il milione di copie vendute garantendole la notorietà. Con Goodman cantò in due film del 1943: Stage Door Canteen e The Powers Girl.
Nel marzo dello stesso anno, sebbene le regole del gruppo vietassero rapporti sentimentali fra orchestrali, sposò Dave Barbour, chitarrista nella band di Goodman. Questo causò, naturalmente, l'allontanamento dei due sposini dal gruppo musicale. Quando Lee e il marito lasciarono Goodman, la cantante non si perse d'animo, proseguendo la sua attività di compositrice di canzoni e partecipando a occasionali sessioni di registrazione alla Capitol Records.
Dal 1944 registrò per la casa discografica una serie di brani di successo, molti dei quali a firma sua e del marito (si ricordano qui I Don't Know Enough About You e It's a Good Day, del 1946). 
L'operazione-rilancio ebbe il suo culmine nel 1948 con l'incisione di Mañana (Is Soon Enough for Me), il singolo che raggiunse non appena fu pubblicato la prima posizione nella classifica di vendita Billboard Hot 100 negli Stati Uniti per nove settimane.
Nel 1948, Lee divenne ospite insieme a Perry Como e Jo Stafford dello show radiofonico Chesterfield Supper Club, prodotto dalla NBC. Negli anni successivi partecipò anche con regolarità allo spettacolo, sempre della NBC, Jimmy Durante Show.

## Cinema e composizione
Come autrice di canzoni ha collaborato con numerosi musicisti, fra cui il marito Dave Barbour (chitarrista nell'orchestra di Goodman), Sonny Burke, Victor Young, Francis Lai, Dave Grusin, John Chiodini, Bill Holman e Duke Ellington.  Quest'ultimo ha detto di lei:

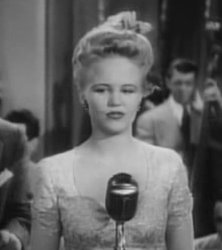
Peggy Lee in Stage Door Canteen (1943)

Come attrice di cinema ha avuto una nomination ai premi Oscar 1956 come miglior attrice non protagonista per il ruolo ricoperto nel film Pete Kelly's Blues (Tempo di furore). Sue canzoni figurano nella colonna sonora del film L'impareggiabile Godfrey (My Man Godfrey), del 1957. Fra i suoi primi film figurano Stage Door Canteen e The Powers Girl, entrambi del 1943. 
Nel 1954 compose insieme a Victor Young la ballata Johnny Guitar, motivo conduttore del film western omonimo - Johnny Guitar, appunto - diretto da Nicholas Ray ed interpretato da Sterling Hayden e Joan Crawford. In Italia la canzone in seguito fu incisa cantata da Carla Boni, Mina, Nilla Pizzi, anche nella versione trasposta in lingua italiana.
Come doppiatrice ha prestato la sua voce in numerosi film d'animazione, fra cui Lilli e il vagabondo (nell'originale: Lady and the Tramp), pellicola per la quale ha composto i testi delle canzoni.

## Vita privata
Peggy Lee, dopo il fallimento del suo matrimonio con Dave Barbour (da cui ha avuto una figlia, Nicki Lee Foster), si risposò altre tre volte. Ha poi continuato a partecipare a spettacoli, talvolta anche presentandosi su una sedia a rotelle a causa delle sue cattive condizioni di salute, fino a metà degli anni novanta.
Affetta da diabete, è morta nel 2002 a causa di un infarto al miocardio all'età di ottantuno anni. È sepolta al Pierce Brothers Westwood Village Memorial Park Cemetery di Westwood, Los Angeles.

## Discografia

### Album in studio
- 1949 – Rendezvous with Peggy Lee (Capitol Records, H-151) versione a dieci pollici
- 1950 – My Best to You - Peggy Lee Sings (Capitol Records, H-204)
- 1953 – Black Coffee with Peggy Lee (Decca Records, DL 5482) versione a dieci pollici
- 1954 – Peggy: Songs in an Intimate Style (Decca Records, DL 5539)
- 1955 – Songs from Walt Disney's "Lady and the Tramp" (Decca Records, DL 5557)
- 1955 – Songs from Pete Kelly's Blues (Decca Records, DL 8166) a nome "Peggy Lee and Ella Fitzgerald"
- 1957 – Dream Street (Decca Records, DL 8411)
- 1957 – The Man I Love (Capitol Records, T 864)
- 1957 – Peggy Lee Sings with Benny Goodman (Harmony Records, HL 7005)
- 1958 – Jump for Joy (Capitol Records, T-949)
- 1958 – Sea Shells (Decca Records, DL 8591) a nome "Peggy Lee & Stella Castellucci"
- 1958 – Things Are Swingin' (Capitol Records, T-1049)
- 1958 – Miss Wonderful (Decca Records, DL 8816)
- 1959 – I Like Men! (Capitol Records, T/ST-1131)
- 1960 – Latin ala Lee! (Capitol Records, T/ST-1290)
- 1960 – All Aglow Again! (Capitol Records, T/ST-1366)
- 1960 – Pretty Eyes (Capitol Records, T/ST-1401)
- 1960 – Christmas Carousel (Capitol Records, T/ST-1423)
- 1960 – Olé ala Lee! (Capitol Records, T/ST-1475)
- 1961 – If You Go (Capitol Records, T/ST-1630)
- 1962 – Blues Cross Country (Capitol Records, T/ST-1671)
- 1962 – Bewitching-Lee! (Capitol Records, T/ST-1743)
- 1962 – Sugar 'n' Spice (Capitol Records, T/ST-1772)
- 1963 – Mink Jazz (Capitol Records, T/ST-1850)
- 1963 – I'm a Woman (Capitol Records, T/ST-1857)
- 1964 – In Love Again! (Capitol Records, T/ST-1969)
- 1964 – In the Name of Love (Capitol Records, T/ST-2096)
- 1965 – Pass Me By (Capitol Records, T/ST-2320)
- 1965 – Then Was Then – Now Is Now! (Capitol Records, T/ST-2388)
- 1966 – Guitars a là Lee (Capitol Records, T/ST-2469)
- 1966 – Big $pender (Capitol Records, T/ST-2475)
- 1967 – Extra Special! (Capitol Records, T/ST-2732) Raccolta
- 1967 – Somethin' Groovy! (Capitol Records, T/ST-2781)
- 1968 – 2 Shows Nightly (Capitol Records, ST 105) Live
- 1969 – A Natural Woman (Capitol Records, ST 183)
- 1970 – Is That All There Is? (Capitol Records, ST 386)
- 1970 – Bridge over Troubled Water (Capitol Records, ST 463)
- 1970 – Make It with You (Capitol Records, ST 622)
- 1971 – Where Did They Go (Capitol Records, ST 810)
- 1972 – Norma Deloris Egstrom from Jamestown, North Dakota (Capitol Records, ST 11077)
- 1974 – Peggy Lee (Everest Records, 294)
- 1974 – Let's Love (Atlantic Records, SD-18108)
- 1975 – Mirrors (A&M Records, SP-4547)
- 1977 – Peggy (Polydor Records, 2383 458)
- 1979 – Close Enough for Love (DRG Records, DRG 5109)
- 1988 – Miss Peggy Lee Sings the Blues (Music Masters, CIJD20155K)
- 1990 – The Peggy Lee Songbook: There'll Be Another Spring (Music Masters, CIJD 20249)
- 1993 – Love Held Lightly: Rare Songs by Harold Arlen  (Angel Records, CDC 0777 754798 2 9)
- 1993 – Moments Like This (Chesky Records, JD84)

### Album dal vivo
- 1959 – Beauty and the Beat! (Capitol Records, T/ST-1219) Live, a nome "Peggy Lee and George Shearing and the Quintet"
- 1961 – Basin Street East Proudly Presents Miss Peggy Lee (Capitol Records, T/ST-1520) Live
- 1977 – Live in London (Polydor Records, 2482 415) Live, pubblicato in UK

### 78 giri
- 1941 - Elmer's Tune/The Birth Of The Blues (instrumental) (Columbia Records, 36359)
- 1941 - I See A Million People/The Count (instrumental) (Columbia Records, 36379)
- 1941 - I Got It Bad/Pound Ridge (instrumental) (Columbia Records, 36421)
- 1941 - Shady Lady Bird/Buckle Down Winsocki (Columbia Records, 36429)
- 1941 - Let's Do It/The Earl (instrumental) (Okeh, 6474)
- 1941 - Somebody Else Is Taking My Place/That Did It, Marie (Okeh, 6497)
- 1941 - Winter Weather/Ev'rything I Love (Okeh, 6516)
- 1942 - How Long Has This Been Going On?/Clarinet A La King (instrumental) (Okeh, 6544)
- 1942 - Blues In The Night/Where or When (Okeh, 6553)
- 1942 - Somebody Nobody Loves/Let's Give Love A Chance (Okeh, 6562)
- 1942 – On The Sunny Side Of The Street/All I Need Is You
- 1943 – Why Don't You Do Right?/Six Flats Unfurnished (Columbia Records, 36652)
- 1945 – My Old Flame/How Deep Is The Ocean

## Filmografia

### Cinema
- Ciao bellezza! (The Powers Girl), regia di Norman Z. McLeod (1943)
- La taverna delle stelle (Stage Door Canteen), regia di Frank Borzage (1943)
- Jasper in a Jam, regia di Duke Goldstone (1946) (cortometraggio) (voce)
- Midnight Serenade, regia di Alvin Ganzer (1947) (cortometraggio)
- Assedio d'amore (Mr. Music), regia di Richard Haydn (1950)
- Il cantante di jazz (The Jazz Singer), regia di Michael Curtiz (1952)
- Lilli e il vagabondo (Lady and the Tramp), regia di Hamilton Luske, Clyde Geronimi e Wilfred Jackson (1955) (voce)
- Tempo di furore (Pete Kelly's Blues), regia di Jack Webb (1955)

### Televisione
- General Electric Theater – serie TV, episodio 8x24 (1960)
- Agenzia U.N.C.L.E. (The Girl from U.N.C.L.E.) – serie TV, episodio 1x22 (1967)
- Difesa a oltranza (Owen Marshall: Counselor at Law) – serie TV, episodio 1x21 (1972)

## Doppiatrici italiane
Nelle versioni in italiano Peggy Lee è stata doppiata da:
- Dhia Cristiani in Tempo di furore

Da doppiatrice è sostituita da:
- Rosetta Calavetta in Lilli e il vagabondo (Tesoro, ed.1955)
- Tina Lattanzi in Lilli e il vagabondo (Gilda, parte parlata, ed.1955)
- Susanna Javicoli in Lilli e il vagabondo (Tesoro, ed.1997)
- Nancy Brilli in Lilli e il vagabondo (Gilda, ed.1997)

## Riconoscimenti
Premi Oscar 1956 – Candidatura all'Oscar alla miglior attrice non protagonista per Tempo di furore

## Autobiografia
- (EN)  Peggy Lee, Miss Peggy Lee: An Autobiography, 2002, Bloomsbury (UK), ISBN 0-7475-5907-4